# 竜美丘会館通り

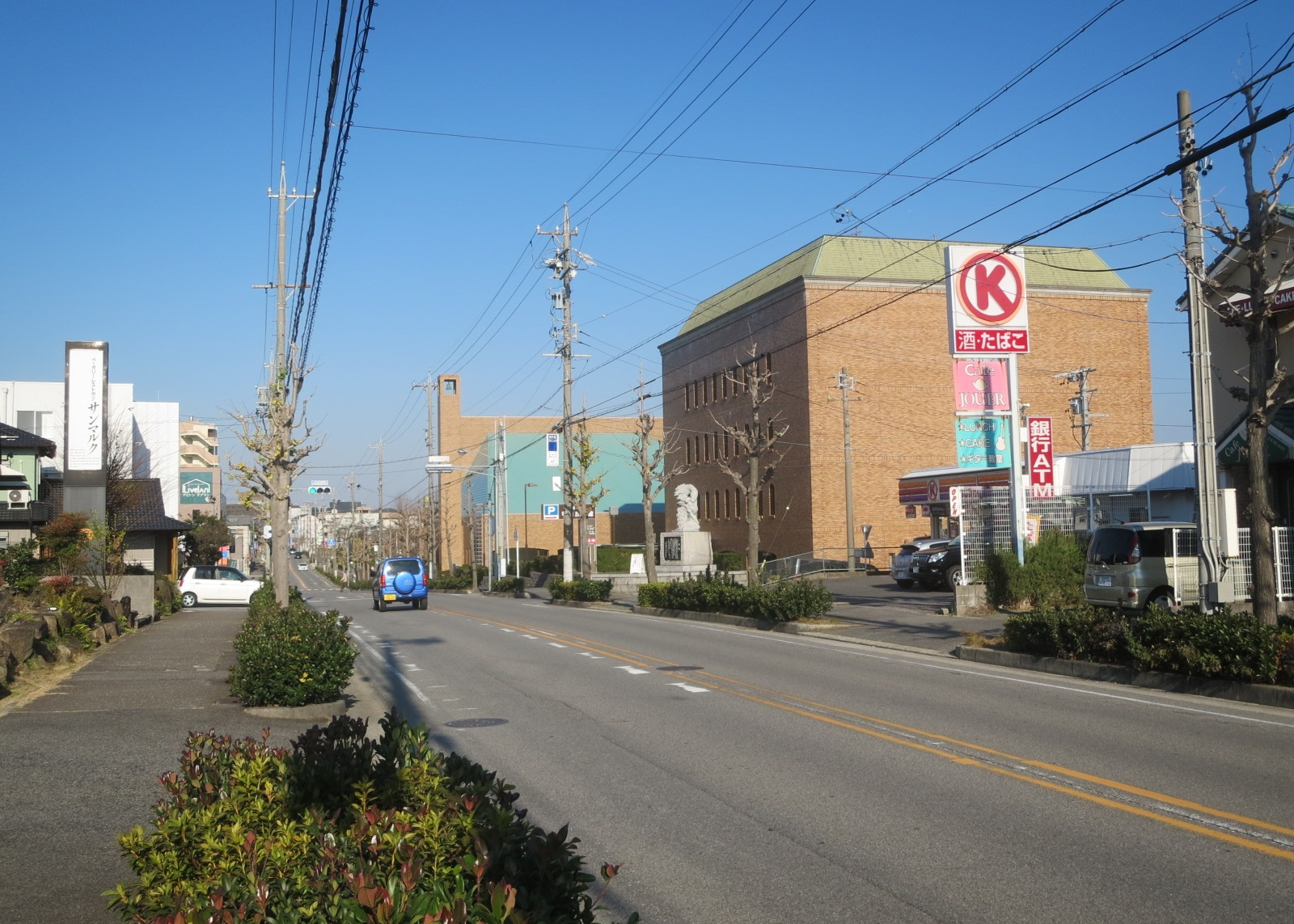
竜美丘会館通り（岡崎市東明大寺町）

竜美丘会館通り（たつみがおかかいかんどおり）とは、愛知県岡崎市にある、岡崎市竜美丘会館前を通る道路の通称名である。

## 概要
吹矢町交差点から大西3丁目交差点までの区間を指す。また、吹矢町交差点から西は「東岡崎駅前通り」の通称がある。
名鉄名古屋本線東岡崎駅前から竜美丘を通り、大西へ至る。朝、夕の通勤ラッシュ時を中心に、依然として自動車の交通量が多く渋滞が発生しやすい。

## 交通規制
- 全線にわたり大型貨物自動車等通行止め。
- 最高速度40km/時、追越しのための右側部分はみ出し通行禁止、駐車禁止。

## 接続する路線
- 東岡崎駅前通り（岡崎市：吹矢町交差点）
- 愛知県道26号岡崎環状線（竜東メーンロード）（岡崎市：大西3丁目交差点）

## 通り沿いの施設
- 岡崎市竜美丘会館（東明大寺町）
- ユニクロ竜美ヶ丘店（東明大寺町）
- 酒やビッグ東岡崎店（東明大寺町）